# تشخيص تمريضي
التشخيص التمريضي قد يكون جزءًا من عملية التمريض وهو حُكم سريري يؤخذ عن طريق تجارب ردود افعال الفرد أو العائلة أو المجتمع حيال المشكلات الحياتية والصحية الفعلية أو المحتملة. ويتطور التشخيص التمريضي وفقًا للبيانات التي يتم الحصول عليها أثناء تقييم التمريض.

## الجمعية الدولية للتشخيص التمريضي في شمال أمريكا (ناندا)
تعد جمعية ناندا إنترناشيونال المنظمة الرئيسية لتعريف التشخيص التمريضي الموحد ونشره والعمل على تكامله دوليًا، وكانت تُعرف فيما سبق بجمعية التشخيص التمريضي في شمال أمريكا. وقد عملت جمعية ناندا-1 (NANDA-I) في هذا المجال لما يقرُب من أربعين عامًا، لضمان تطور التشخيص من خلال عملية تفتيش مهني. وتتطلب تلك العملية مستويات موحدة من الأدلة، وتعريفات موحدة، إلى جانب خواص مُحددة، وعوامل ذات صلة و/أو عوامل تحديد المخاطر، والتي تُمكن الممرضات من تحديد التشخيص المحتمل خلال عملية التقييم التمريضي. وتؤمن هذه الجمعية بالأهمية البالغة لاستخدام الممرضات اللغات القياسية التي لا تزود بالمصطلحات (في مجال التشخيص) ، يالاضافة إلى المعرفة الضمنية التي يتم اكتسابها من الممارسة العلاجية والبحث الذي يقدم المعايير التشخيصية (التعريفات والخواص المحددة) والعوامل المتعلقة بعلم أسباب الأمراض أو ذات الصلة التي تتدخل فيها الممرضات. وتتطور مصطلحات هذه الجمعية وتخضع للتنقيح، وذلك لمواكبة الاستجابات الصحية الفعلية (الحالية) وحالات الخطورة، كما أنها تزود بالتشخيصات اللازمة لتعزيز الصحة ودعمها. وهذه التشخيصات قابلة للتطبيق على الأفراد والعائلات والمجموعات والمجتمعات. وتشمل الجمعيات التشخيصية المساهمة AENTDE (إسبانيا) وAFEDI (اللغة الفرنسية) وJSND (اليابان). كما أن جمعية ناندا -1 لها عِدة شبكات إقليمية في كل من البرازيل وبيرو وهندوراس ونيجيريا وغانا والمجموعة التي تتحدث اللغة الألمانية. ويتم نشر هذا التصنيف في العديد من البلدان، كما تمت ترجمته إلى 18 لغة؛ لذا فهو مستخدم في جميع أنحاء العالم. وقد أقرت جمعية الممرضات الأمريكية هذه المصطلحات، كما تم تضمينها في نظام اللغة الطبية الموحدة، فضلاً عن أنها مسجلة في المستوى السابع الصحي، وحائزة على موافقة الأيزو (منظمة المعايير الدولية)، ومتاحة في التسمية المصنفة للمصطلحات الطبية السريرية (SNOMED CT) بتراخيص ملائمة.
ويُعد التشخيص التمريضي جزءًا أساسيًا لضمان ما إذا كانت المعرفة والإسهام الذي يقدمه الفريق التمريضي للمريض موجودًا في سجل الصحة الإلكتروني، ومدى امكانية ربطه بنتائج الحالة المرضية التي تسهم فيها الممرضة.

## العالمية
لقد تمت الموافقة على التصنيف الدولي لممارسات التمريض (ICNP) الذي تم نشره بواسطة المجلس الدولي للممرضين من جانب مجموعة التصنيفات التابعة لمنظمة الصحة العالمية. والتصنيف الدولي لممارسات التمريض هو لغة تمريضية يمكن أن يستخدمها الممرضين في التشخيص.

## الهيكل
يوفر نظام التشخيص التمريضي لجمعية ناندا-1 أربع فئات لهذا النوع من التشخيص.
1. التشخيص الفعلي

حكم سريري حول تجربة الإنسان وردود فعله حيال العمليات الحياتية والأحوال الصحية التي يواجهها الفرد أو الأسرة أو المجتمع". ومثال ذلك: الحرمان من النوم.
1. تشخيص المخاطر
يصف ردود فعل الإنسان حيال العمليات الحياتية والأحوال الصحية، والتي قد تنمو داخل الفرد أو العائلة أو المجتمع الضعيف. ويدعم هذا الوصف عوامل المخاطرة، والتي تساهم في زيادة حالة الضعف. ومثال ذلك: مخاطرة الإصابة بصدمة.
2. تشخيص تعزيز الصحة
حكم سريري على دوافع الفرد أو العائلة أو المجتمع ورغباتهم في زيادة الرفاهية وتعزيز صحة الإنسان الفعلية، على النحو الوارد في الاستعداد لتعزيز سلوكيات صحية معينة، ويمكن استخدامه في أية حالة صحية. ومثال ذلك: الاستعداد لتحسين التغذية."
3. تشخيص المتلازمة
حكم سريري يصف مجموعة معينة من التشخيصات التمريضية التي تحدث معًا، والتي يمكن مواجهتها بشكلٍ أفضل معًا ومن خلال تدخلات مشابهة." ومثال ذلك: متلازمة نقل التوتر.[9]

## الإجراء
1. إجراء تقييم تمريضي
تجميع بيانات ذاتية وموضوعية بشأن مستقبِل الرعاية (سواء كان فردًا أو عائلة أو مجموعة أو مجتمع) وردود الفعل تجاه العمليات الحياتية والمشكلات الصحية الفعلية أو المحتملة.
2. جمع وتفسير التلميحات والنماذج
يجب تجميع بيانات التقييم وتفسيرها قبل أن يبدأ الممرض بوضع خطة لدعم رعاية المريض أو تنفيذها أو تقييمها
3. وضع افتراضية
وضع بدائل ممكنة تُمثل التلميحات والنماذج المبينة.
4. التحقق من صحة التشخيص التمريضي وأولويته
اتخاذ الخطوات الضرورية لاستبعاد فرضيات أخرى، وذلك بهدف تأكيد سلامة الفرضيات الخاصة بالمريض وترتيب قائمة التشخيصات حسب الأولوية. وقد يحتاج الممرض إلى تقييم مُركَّز للحصول على بيانات لتشخيص أو أكثر
5. التخطيط
تحديد النتائج الملائمة (الواقعية) التي قد يشعر بها المريض، والتدخلات التي يمكن عملها من أجل دعم تحقيق تلك النتائج والوصول إليها من خلال ممارسة تقوم على الدليل
6. التنفيذ

وضع خطة الرعاية (التشخيص التمريضي - النتائج - التدخلات)، ويُفضل أن يكون ذلك بالتعاون مع مستقبلي الرعاية
1. التقييم

دائمًا ما يخضع التحرك نحو النتائج المحددة إلى تقييم، مع التغييرات التي تطرأ على التدخلات إذا اقتضت الحاجة. وعند عدم حدوث تحرك إيجابي، يخضع التشخيص لإعادة تقييم لتحديد ما إذا كان التقييم الموضوع صالحًا أم لا، وللتأكد من إمكانية الوصول لتلك النتائج.

## أمثلة
تعد الأمثلة التالية للتشخيص التمريضي مُستقاة من محافل التمريض بدرجاتٍ مختلفة من التوثيق وفقًا لمعايير جمعية ناندا-1.
- القلق
- إمساك [11]
- ألم [12]